# Шидер-Шваленберг
Шидер-Шваленберг (нем. Schieder-Schwalenberg) — город в Германии, в земле Северный Рейн-Вестфалия.
Подчинён административному округу Детмольд. Входит в состав района Липпе. Население составляет 8779 человек (на 31 декабря 2010 года). Занимает площадь 60,07 км². Официальный код — 05 7 66 060.
Город подразделяется на 9 городских районов.

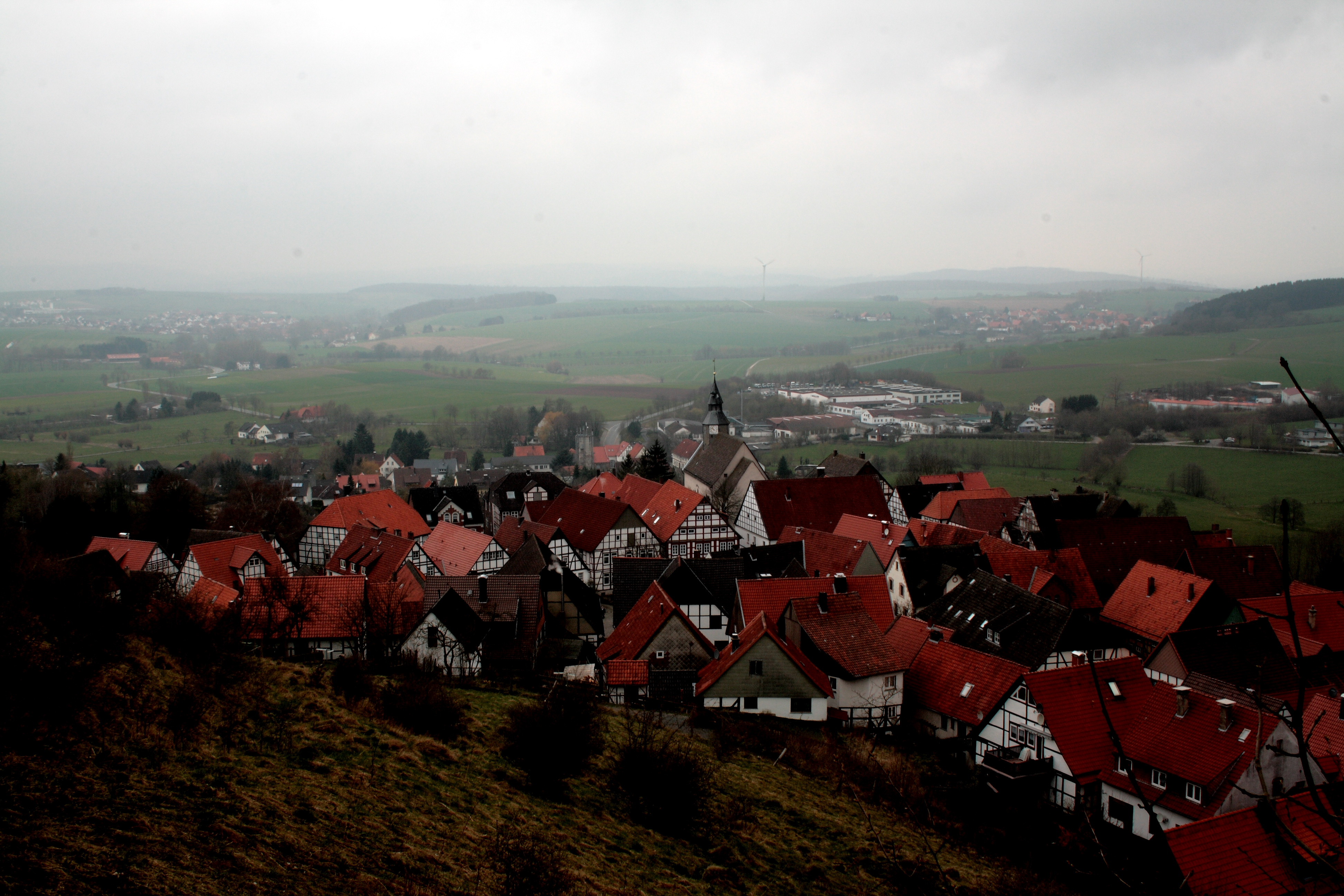
Вид на Шваленберг

## История
С начала XII века — графство Шваленберг, которым владели предки владетельного дома Вальдек.
В 1616—1620, 1627—1762 годах был владением боковых ветвей графов Липпе.

## Достопримечательности
- Замок Шидер
- Замок Вёббель
- Курпарк Шидер-Шваленберг